# 比洛泽尔卡市镇
比洛泽尔卡镇级市镇（烏克蘭語：Білозерська селищна громада）是乌克兰赫尔松州赫尔松区的一个市镇，成立于2017年7月6日，行政中心为比洛澤爾卡。市镇面积为163.2平方公里，人口数量为13,100人（2017年）。

## 聚居点
该市镇包括一个市级镇（比洛澤爾卡）、11个村庄和13个村级聚居地。村庄列表如下：
- 普拉夫迪内
- 塔夫里伊斯凯
- 赫罗佐韦
- 茲納姆揚卡
- 佐里夫卡
- 基佐梅斯
- 納代日迪夫卡
- 新佐里亞
- 新德米特里夫卡
- 帕雷舍韋
- 托米納巴爾卡